# Іван Йорданов
Іван Йорданов (болг. Иван Младенов Йорданов; нар. 26 листопада 1946, Годеч) — болгарський офіцер, бригадний адмірал. Викладач Військово-морського училища та Варненського технічного університету. 

## Біографія
Народився 26 листопада 1946 в невеликому містечку Годеч. 
1965 отримав середню освіту. 1970 закінчив Військово-морську академію у Варні за спеціальністю «Морські зв'язки». 1971 прийнятий на роботу агентом III управління (військової контррозвідки). 
Закінчив Військово-морську академію в Санкт-Петербурзі в 1977 з золотою медаллю, а в 1983 захистив дисертацію в академії. 
З 1973 викладав у Вищій військово-морській школі. Там він очолював відділ освіти, був заступником керівника школи та наукової секції. 
З 1998 по 2000 очолював Військово-морське училище. 
Був аташе у Сполучених Штатах Америки. В період з 2 серпня 2002 по 1 жовтня 2003 працював в Міністерстві оборони. 
З 2002 є викладачем Технічного університету міста Варна.

## Військові звання
- Лейтенант — 1973
- Адмірал — 1998